# Fondation Rockefeller
Vous pouvez aider à l'améliorer ou bien discuter des problèmes sur sa page de discussion.
- Il ne cite pas suffisamment ses sources. Vous pouvez indiquer les passages à sourcer avec {{référence nécessaire}} ou {{Référence souhaitée}}, et inclure les références utiles en les liant aux notes de bas de page. (Marqué depuis mai 2022)
- Il est à actualiser. Certains passages sont obsolètes ou annoncent des événements désormais passés. (Marqué depuis mai 2022)

- Archive Wikiwix
- Bing
- Cairn
- DuckDuckGo
- E. Universalis
- Gallica
- Google
- G. Books
- G. News
- G. Scholar
- Persée
- Qwant
- (zh) Baidu
- (ru) Yandex
- (wd) trouver des œuvres sur Wikidata

La fondation Rockefeller est une fondation caritative privée, dotée du statut fiscal 501c3, fondée par John Davison Rockefeller et Frederick T. Gates pour « promouvoir le bien-être de l'humanité dans le monde ». Sa charte a été approuvée le 14 mai 1913 par le gouverneur de New-York William Sulzer (en). La fondation est basée à New York.
La Fondation a soutenu l'eugénisme dans la première moitié du XXe siècle, d'abord aux Etats-Unis, puis l'eugénisme de l'Allemagne nazie dans les années 1930-1940.

## Histoire
Gardant le souvenir du conseil que lui avait donné sa mère, le magnat du pétrole John D. Rockefeller créa en 1913 la fondation Rockefeller, destinée à promouvoir le progrès scientifique dans tous les pays du monde. Celle-ci permit à l'époque de développer les écoles noires dans le sud des États-Unis mais aussi à John D. Rockefeller de redorer son image alors que sa compagnie la Standard Oil était accusée de faire des profits illicites en s'appropriant des terres, en les polluant, sa société de raffinage et de distribution de pétrole ayant de plus acquis une position monopolistique et étant alors poursuivie par la Sherman Anti-Trust Act qui menaçait de la démanteler. La division « Humanités » fondée en 1928 encourage la préservation des archives. Du vivant de Rockefeller, la fondation soutint officiellement les Républicains et fut vivement anticommuniste.
Après le massacre de Ludlow (avril 1914), la fondation crée le département des relations industrielles, visant à mieux comprendre les mouvements sociaux. Le département est présidé par William Lyon Mackenzie King, qui sera à plusieurs reprises Premier ministre du Canada.
Dans les années 1930, la fondation, qui avait commencé à financer de plus en plus d'infrastructures liées aux sciences sociales, en créant entre autres le Social Science Research Council, rachète le Centre de documentation sociale (CDS), créé en France par le mécène Albert Kahn, et situé rue d'Ulm, dans les locaux de l'École normale supérieure (ENS). Mais le CDS cesse ses activités en 1941, et ses fonds sont dispersés (la plupart étant conservés à La contemporaine située sur le campus de Nanterre).
En 1939, la fondation Rockefeller et le géant du chimique allemand I.G. Farben fondent « un trust de médicament ».
En 1940 est créé le Rockefeller Brothers Fund (en), indépendant de la fondation Rockefeller : il distribue des aides financières aux institutions culturelles de New York telles que le MoMA, le Metropolitan Museum of Art ou le Lincoln Center. Après l'invasion de la France par l'Allemagne la même année, la fondation crée un programme pour permettre à des universitaires européens en danger de venir s'installer aux États-Unis ; une cinquantaine de bourses est ainsi distribuée, par exemple à Claude Lévi-Strauss.
En 1952, c'est John Davison Rockefeller III (1906-1978) qui préside la fondation : il décide de l'orienter vers la culture en aidant les presses universitaires, les universités noires, le théâtre expérimental et la musique symphonique. Il investit notamment dans le Lincoln Center de New York.
Entre 1952 et 1954 elle fait l'objet d'une enquête, entre autres fondations, par le Comité Reece.
La fondation participe à la fin des années 1990 aux efforts du gouvernement américain visant à renverser le président serbe Slobodan Milošević.

## Eugénisme
Dès 1913, la fondation Rockefeller finance les programmes eugénistes américains ainsi que la Société française d'eugénique en 1913. Elle finance également les programmes eugénistes de l’Allemagne nazie en aidant à la création et en finançant la Société Kaiser-Wilhelm et ce jusqu’en 1939,. La fondation Rockefeller contribue également « à l'institutionnalisation de l'eugénisme au Danemark en finançant, en 1938, la création de l'Institut de génétique humaine de l'université de Copenhague. Elle avait auparavant joué un rôle dans la carrière de celui qui allait devenir son premier directeur et l'une des figures majeures de l'eugénisme danois : Tage Kemp. Médecin et biologiste, Kemp est parti en 1932 étudier la génétique aux États-Unis avec une bourse de la fondation Rockefeller puis a fait, en 1934, à la demande de la fondation, le tour des principaux centres de recherche d'Europe. Il a en particulier rencontré Otmar von Verschuer, figure majeure de l'eugénisme nazi dont il reconnaît, dans son rapport, les qualités scientifiques tout en soulignant l'engagement national-socialiste ». 
Selon Patrick Tort, « les États-Unis ont précédé, inspiré et financé le nazisme avant de le combattre : la Fondation Rockefeller, en particulier, a soutenu financièrement, en chaque occasion, le travail d’Ernst Rüdin et de nombre de ses semblables. Parmi les bénéficiaires de la Fondation figure le médecin français Alexis Carrel, membre du Parti populaire français pro-nazi et collaborationniste  ».
Après la guerre, la fondation décide de changer le nom d’eugénisme pour celui d’étude de biologie sociale qu’elle intègre dans la nouvellement créée Society for the Study of Social Biology.

## La fondation aujourd'hui
À sa création en 1913, la fondation a été dotée d'environ 250 millions de dollars. En 2001, la valeur sur le marché de ses dotations était de 3,1 milliards de dollars, en 2007 de 4,7 milliards de dollars. Au cours de son histoire, la fondation s'est investie dans le monde entier, en particulier dans les domaines de la santé publique, de l'éducation médicale, de l'innovation scientifique, des sciences sociales et des arts.
La division internationale pour la santé de la fondation s'est investie dans la lutte contre diverses maladies dans plus de 52 pays et 29 îles sur tous les continents. Elle a porté devant l'opinion publique internationale la nécessité d'agir dans les domaines de la santé publique et de l'hygiène. Les travaux de recherche qu'elle a financés sur la malaria, la fièvre jaune et l'ankylostome ont permis de développer les techniques de base pour lutter contre ces maladies et d'établir les schémas directeurs des services de santé publique moderne. La fondation a également créé et doté la première école d'hygiène et de santé publique à l'université Johns-Hopkins de Baltimore, et a dépensé plus de 25 millions de dollars pour développer des écoles de santé publique aux États-Unis et dans 21 autres pays.
Dans le domaine de l'agriculture, son programme de développement agricole mexicain à partir de 1943 donnera naissance au Centre international d'amélioration du maïs et du blé qui a contribué à ce qui sera appelé la révolution verte. Elle a également fortement contribué au financement de l'Institut international de recherche sur le riz aux Philippines.
Dans le domaine des sciences et de l'innovation, des milliers de scientifiques et d'étudiants du monde entier ont bénéficié de bourses de la fondation. Elle a contribué à la création de nombreux instituts et laboratoires de recherche[réf. nécessaire].
La fondation est accusée dans un procès en cours depuis avril 2015, pour son rôle supposé dans l'affaire de l'expérimentation sur la syphilis au Guatemala. La justice américaine accepte en janvier 2019 d'ouvrir un procès contre fondation Rockefeller. Près de 700 cobayes, parmi lesquels des enfants, avaient été contaminés sans leur consentement pour vérifier l’efficacité de la pénicilline sur les maladies sexuellement transmissibles.
Début 2017, Rajiv Shah devient président de la fondation.

## Liste de dirigeants
| Identité                    | Période        | Période      | Durée             |
| Identité                    | Début          | Fin          | Durée             |
| --------------------------- | -------------- | ------------ | ----------------- |
| Gordon Conway (1938 - 2023) | 1er avril 1998 | 2004         | 6 ans             |
| Judith Rodin (née en 1944)  | mars 2005      | février 2017 | 11 ans et 11 mois |
| Rajiv Shah (né en 1973)     | mars 2017      |              |                   |